# Darappur
Darappur là một thị trấn thống kê (census town) của quận Nadia thuộc bang Tây Bengal, Ấn Độ.

## Nhân khẩu
Theo điều tra dân số năm 2001 của Ấn Độ, Darappur có dân số 7732 người. Phái nam chiếm 52% tổng số dân và phái nữ chiếm 48%. Darappur có tỷ lệ 58% biết đọc biết viết, thấp hơn tỷ lệ trung bình toàn quốc là 59,5%: tỷ lệ cho phái nam là 66%, và tỷ lệ cho phái nữ là 49%. Tại Darappur, 13% dân số nhỏ hơn 6 tuổi.